# Phaethon aethereus

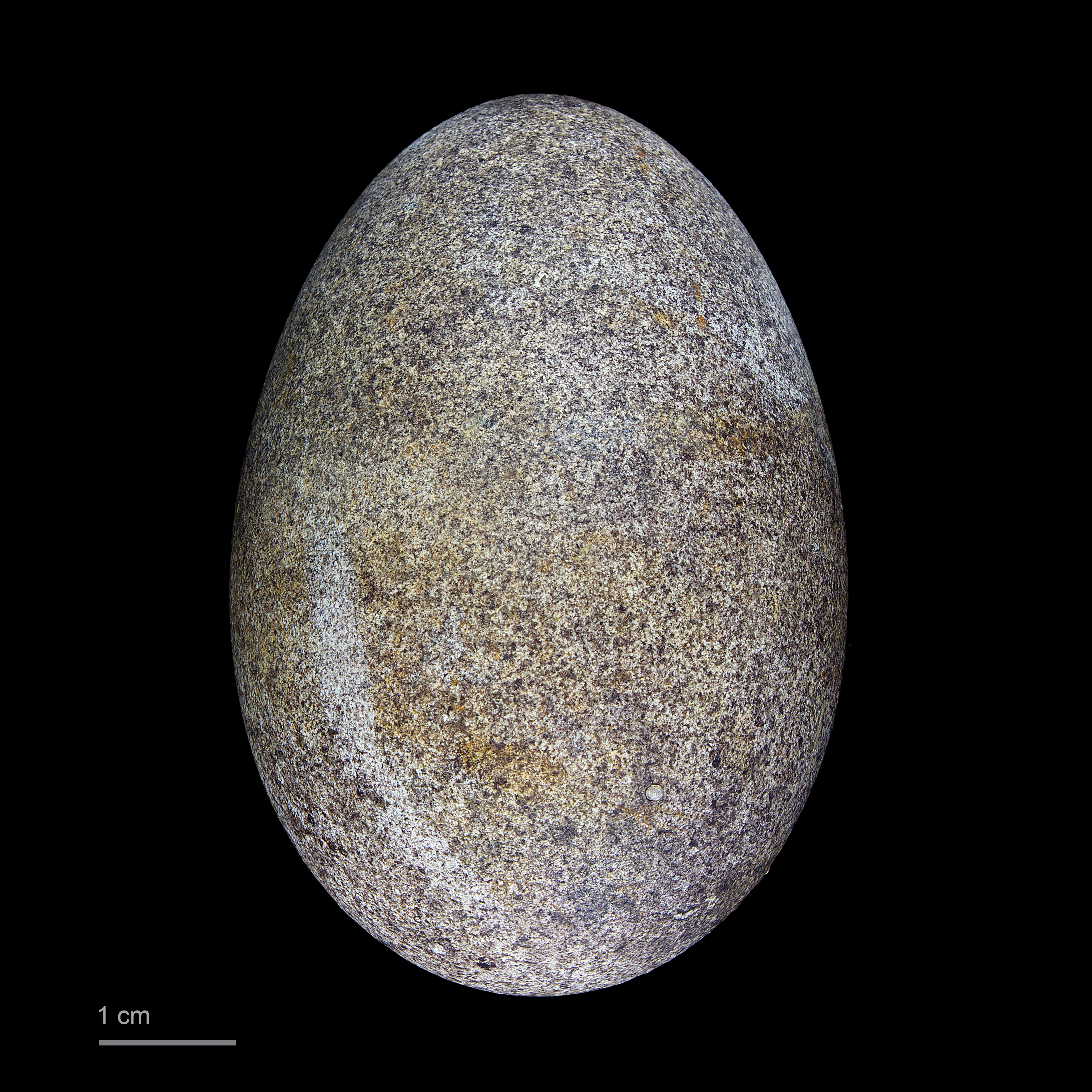
Huevo de Phaethon aethereus – MHNT

El rabijunco etéreo o ave del trópico de pico rojo (Phaethon aethereus) es una especie de ave fetontiforme, una de las aves marinas que habitan los mares tropicales.

## Distribución y hábitat
El rabijunco etéreo vive en las zonas tropicales del océano Atlántico, Pacífico oriental y Océano Índico. La subespecie de este último océano, P. a. indicus, fue considerada una especie diferente llamada rabijunco etéreo pequeño de Pakistán y del oeste de la India. Se reproduce en las islas tropicales; la hembra deposita un solo huevo directamente sobre la tierra o sobre un territorio firme en un acantilado. Emigra hacia regiones muy lejanas en las épocas no reproductivas: se han avistado ejemplares de esta especie en Gran Bretaña y más recientemente en Canadá y Australia. En las Islas Canarias han formado nidos permanentes. Se alimenta de pescado y calamares, aunque no es un buen nadador.

## Descripción

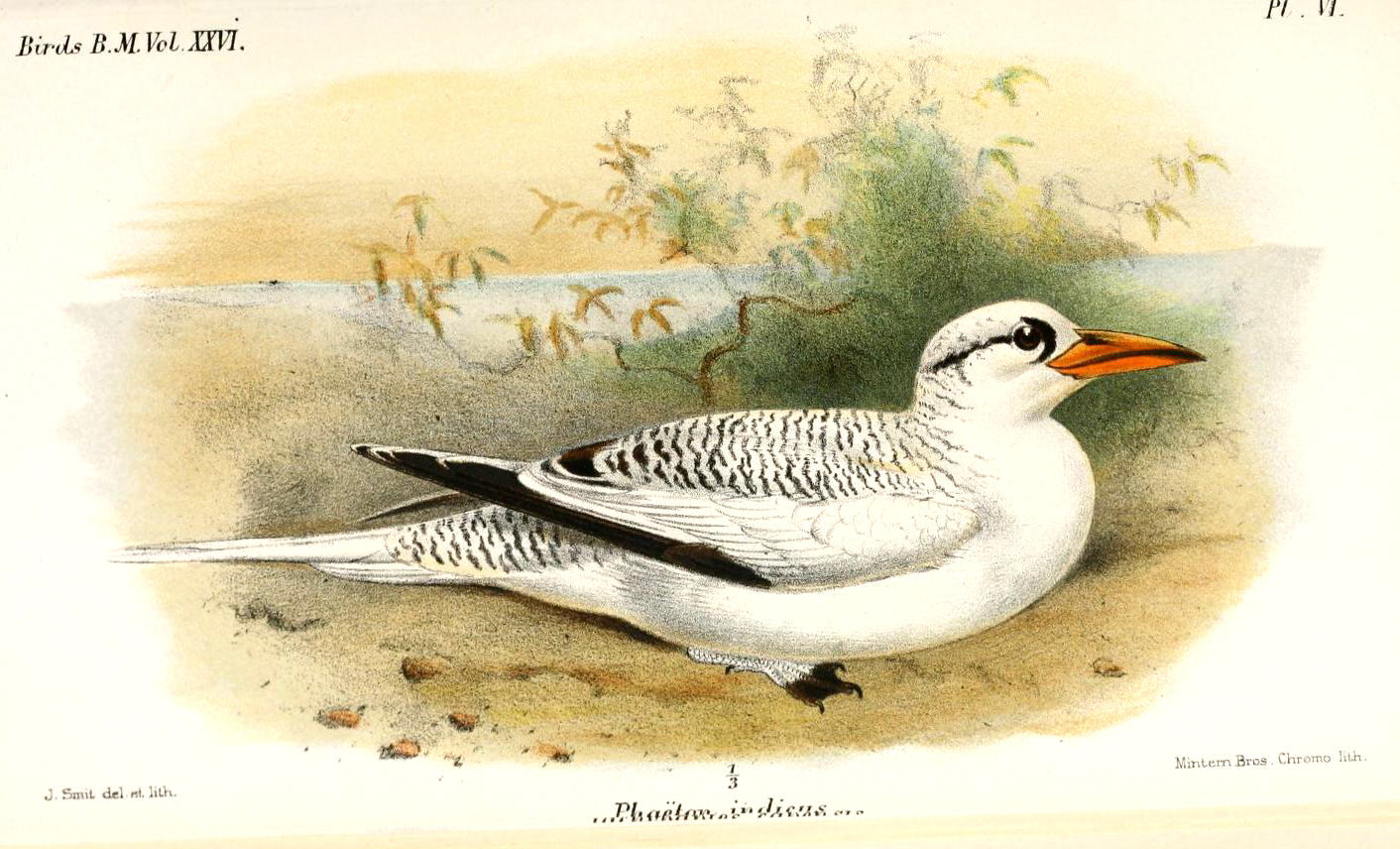
Subespecie P. a. indicus; ilustración de Joseph Smit, 1898.

El adulto presenta un plumaje de color blanco y un cuerpo esbelto, de cuarenta y ocho centímetros de largo, sin contar las plumas centrales de la cola, que duplican su tamaño. Con las alas abiertas mide un metro. Sus alas tienen un tono negruzco en las plumas de vuelo, al igual que las líneas que cruzan sus ojos. El pico es de color rojo.
Ambos sexos son similares, aunque por lo general los machos tienen colas más largas. Los pichones carecen de plumas negras en la cola, tienen lomo gris y pico amarillo. La subespecie P. a. indicus es muy parecida pero la línea negra del ojo es más corta y el pico es más anaranjado.

## Relación con los humanos
Esta ave aparece en el billete de cincuenta dólares de las Bermudas, aunque su presencia en las islas no es muy amplia. Fue seleccionada dándola prioridad ante al ave nacional de las Bermudas, la endémica fardela de Bermuda, y al rabijunco común.
Se trata de una de las primeras especies de aves identificadas en el continente americano; Cristóbal Colón la cita con frecuencia en el Diario de a bordo de su primer viaje (septiembre de 1492).

## Referencias

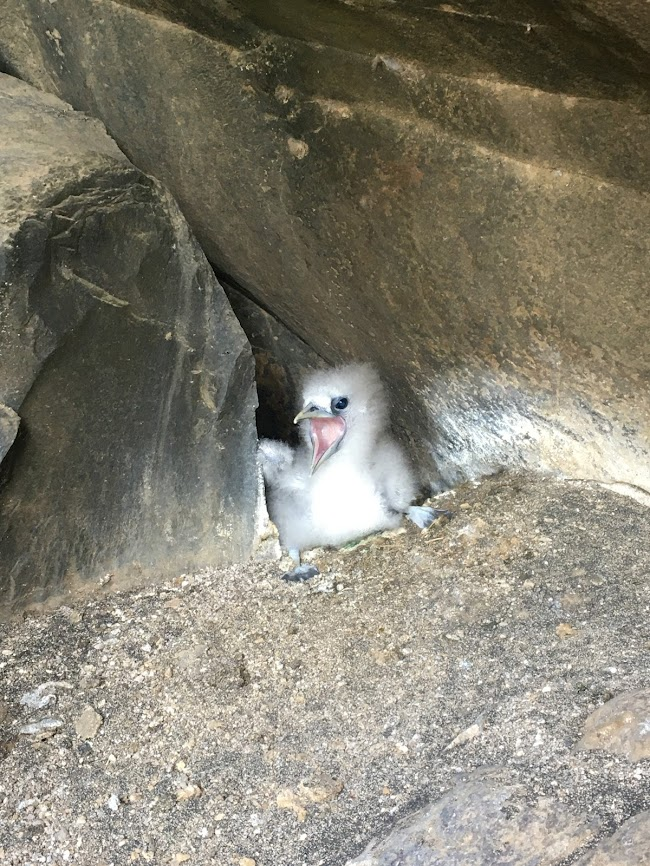
Pollo de rabijunco etéreo en su hura, Cabo Verde.